# Logis de Beauregard
Le logis de Beauregard est une maison située à Longué-Jumelles, en France.

## Localisation
La maison est située dans le département français de Maine-et-Loire, sur la commune de Longué-Jumelles.

## Historique
L'édifice est inscrit au titre des monuments historiques en 1992.